# 山岭景天
山岭景天（学名：Sedum henrici-robertii）为景天科景天属的植物。分布在不丹、锡金以及中国大陆的西藏等地，生长于海拔5,000米的地区，多生长于石头上，目前尚未由人工引种栽培。